# Бех, Джейсон
Дже́йсон Дени́н Беге (англ. Jason Deneen Beghe; род. 12 марта 1960 года, Нью-Йорк, США) — американский актёр, известный по роли детектива-сержанта Хэнка Войта в сериале канала NBC «Полиция Чикаго».

## Ранние годы
Джейсон Бех родился 12 марта 1960 года в Нью-Йорке, в семье судьи по налогам Ренато Уильяма Беха и Бины Хаус (оба родителя умерли в 2012 году: Бина в марте, а Ренато — 7 июля, в возрасте 79 лет). В семье также воспитывались брат Джеймса Адам и две сестры — Элиза Эшли и Франческа.
Джейсон посещал Collegiate School, престижную частную подготовительную школу для мальчиков в Нью-Йорке, где его лучшими друзьями были Джон Кеннеди-младший и будущий актёр Дэвид Духовны.
По словам самого Беха, по ночам они часто проводили время в компании на ступенях Метрополитен-музея под неусыпным контролем Секретной службы США.
Когда Бех был подростком, он проводил каникулы в летнем лагере с будущим колумнистом и писателем Эриком Рашем
Под влиянием Беха Кеннеди-младший стал посещать театральный кружок. Чуть позже Бех вовлёк в актёрство и Дэвида Духовны.
Изначально Духовны планировал писать и в будущем стать профессором, но, когда он уже работал над докторской диссертацией по философии, Бех убедил его сходить на прослушивание для телевизионной рекламы.
В 1982 году Джейсон окончил Pomona College в Клермонте (Калифорния). В юности, вместе с Духовны, Джейсон работал барменом.

## Карьера
Дебют Джейсона в кино состоялся в 1985 году в фильме «Компрометирующие позы», в котором главную роль сыграла Сьюзан Сарандон. В 1986 году Бех получил свою первую роль на телевидении — в ситкоме канала HBO «Девятиметровый». Он сыграл с О. Дж. Симпсоном и Сэмом Дж. Джонсоном в сиквеле «Девятиметрового» под названием «Тренировочный лагерь: быки возвращаются». Джон Вухис из ежедневной газеты The Seattle Times написал: «Актёрский состав, который включает О. Джей Симпсона, Сэма Джонса и новичка Джейсона Беха просто великолепен».
В 1988 году Джейсон получил главную роль в фильме «Обезьяньи проделки», режиссёром которого стал Джордж Ромеро.
Бех сыграл Аллана Манна, студента-юриста и атлета, который после дорожного происшествия оказался парализованным.
Газета The Philadelphia Inquirer высоко оценила игру Беха в этом фильме: «Играя только своим лицом и голосом, Джейсон Бех потрясающе передаёт гнев и ярость активного человека, который вынужден жить пассивно».
В 1989 году Бех сыграл звезду хоккея в телевизионном фильме канала NBC об адвокате Перри Мейсоне — «Перри Мейсон: Дело звездного убийцы». В 1991 году Джейсон исполнил роль полицейского в фильме «Тельма и Луиза», а также роль возлюбленного героини Деми Мур в фильме 1997 года «Солдат Джейн».
Джейсон играл в таких сериалах как «Застава фехтовальщиков», «Мелроуз-Плейс» и в 1997 году вошёл в актёрский состав популярного сериала «Надежда Чикаго», где сыграл электрика Дэнни Блейна, возлюбленного доктора Остин, в исполнении Кристин Лахти.
В 1997 году в интервью газете The Boston Herald Бех рассказал о своём уважении к коллегам по сериалу «Надежда Чикаго»: «Я думаю, это лучший актёрский состав, который я только видел. Каждый из них просто невероятен. А работать с Кристин Лахти? Я бы от многого отказался ради этого. Она настолько хороша, умна и преданна делу. Да просто работая рядом с ней, я вырос как актёр». Говоря о своём персонаже в сериале «Мелроуз-Плейс» — военном, скрывающим свою сексуальную ориентацию и влюблённого в Мэтта, которого сыграл Даг Сэвант, — Бех заметил: «Я думал, нам придётся целоваться, но это было слишком. Телевидение — это очень специфическая среда, и наивно думать, что всё основывается исключительно на творческих решениях. Если что-то мешает им продавать свою продукцию, то это становится главным соображением. Но я актёр. Я сделаю всё, чего бы это ни стоило».
Вместе с Мойрой Келли в 1998 году Джейсон сыграл в телевизионной драме канала CBS «Владеть и обладать», где исполнил роль полицейского офицера Шона МакГрейла.
Майк Даффи из газеты Detroit Free Press написал: «Существует нежная страсть между мужественным и симпатичным Бехом („Солдат Джейн“) и темноволосой, необычно привлекательной Келли („Маленькая Одесса“)».
Кинни Литтлфилд, обозреватель газеты The Orange County Register, сказал что «Бех и Келли обладают шармом».
В последующие годы Джейсон играл в таких сериалах как: «4исла», «C.S.I.: Место преступления Нью-Йорк», «Любовь вдовца», «Мыслить как преступник», «Вероника Марс» и «Плантация».
В 2008 году Джейсон сыграл экзорциста Рэя Пурвиса в фильме ужасов «Один пропущенный звонок».
В 2009 году Бех исполнил гостевую роль в популярном телесериале Californication. Он сыграл роль писателя-романиста Ричард Бейтса, друга главного героя Хэнка Муди (которого играет друг Беха Дэвид Духовны).
В 2010 году Джейсон вошёл в актёрский состав фильма режиссёра Пола Хаггиса «Три дня на побег», главные роли в котором исполнили Элизабет Бэнкс, Рассел Кроу, Брайан Деннехи и Оливия Уайлд.
С 2014 года Джейсон Бех — исполнитель главной роли в спин-оффе сериала «Пожарные Чикаго» — «Полиция Чикаго».

## Саентология

### Ранние годы и решение уйти
В 1994 году Джейсон посещал актёрские курсы, которые проводил саентолог Милтон Катселас. Другой саентолог Бодхи Эльфман дал Беху книгу по саентологии из которой тот узнал о «технологии» придуманной Лафайетом Рональдом Хаббардом, которая способна дать сверхчеловеческие возможности. И вскоре уже принимал активное участие в рекламных кампаниях Церкви саентологии, как например проводившаяся в 1999 году в Великобритании акция «Что такое саентология?». В 2005 году Бех появился в рекламных видео саентологов. В интервью ведущему канала Fox News Channel Роджеру Фридмену Бех сказал, что глава Церкви саентологии Дэвид Мицкевич относился к нему как к «парню с обложки для саентологии». За 12 лет своей саентологической деятельности Бех достиг V уровня оперирующего тэтана и занимался проведением одитинга. Его жена также была оперирующим тэтаном V уровня. Кроме того он признался, что за членство в Церкви саентологии он отдал ей USD$ 1 млн.
В 2007 году Бех решился уйти из Церкви саентологии и в апреле 2008 подвёрг её публичной критике. Один из первых людей, с которым Джейсон поспешил увидеться после ухода из саентологии, был Дэвид Духовны. Бех обсудил с ним космическую оперу Ксену, которую оба нашли забавной. Пока Джейсон принадлежал к саентологам, он не мог общаться с Духовны, так как саентологи считали его врагом, так называемой «подавляющей личностью».

### Публичная критика
Разорвав все отношения с Церковью саентологии, Бех встретился с норвежским гражданским активистом Андреасом Хелдал-Лундом, основателем сайта Операция „Моллюск“ (xenu.net), который публикует критические статьи о саентологии. Тот убедил его встретиться с журналистом Марком Бункером и дать откровенное интервью. В середине апреля 2008 года Бункер опубликовал трёхминутный анонс своего трёхчасового интервью с Бехом на канале YouTube, в котором Джейсон Бех назвал саентологию «очень опасной для вашего духовного, психологического, психического, эмоционального здоровья и развития». и подытожил: «У меня нет повестки дня. Я просто хочу помочь. […] Я имел редкую возможность быть саентологом, и, побыв им, уйти. И это перспектива для тех кто ещё там и не ушёл.»
Когда Джейсона спросили, не боится ли он, что критика саентологии помешает его карьере, он отшутился: «Я, вероятно, не буду делать какие-либо фильмы для United Artists в ближайшее время». Это связано с тем, что компания United Artists была возрождена как совместное предприятие саентолога Тома Круза и его деловых партнёров исполнительного директора компании Полы Вагнер и кинокомпании Metro-Goldwyn-Mayer).
Уже 17 апреля 2008 года видео было удалено из YouTube, но к тому времени оно было распространено и опубликовано многими пользователями. В тот же день аккаунт Бункера был заблокирован и причину этого он увидел в вопросах авторского права, вызванных отрывков передачи «Отчёт Кольбера», которые он опубликовал у себя. К 18 апреля 2008 года как минимум 45 пользователей опубликовали это видео в своих аккаунтах. 21 апреля 2008 года Марк Бункер выложил полное интервью на сайтах Vimeo and Blip.tv.
28 апреля 2008 года Бех опубликовал видеообращение к Дэвиду Мицкевичу, запрашивая конфиденциальные сведения, которые саентологи собирают во время сеансов одитинга. В сообщении размещённом на сайте «Операции „Моллюск“» Джейсон отметил: «Поскольку Церковь саентологии тщательно отслеживает все антисаентологические сайты, я разместил письмо здесь, на xenu.net, чтобы быть уверенным, что оно дойдёт до неё». Ранее он уже делал попытку связаться с Мицкевичем через канцелярию Международного центра знаменитостей Церкви саентологии, как и через пресс-службу, но в обоих случаях получил отказ. Бех рассказал в интервью еженедельнику The Village Voice, что эти конфиденциальные сведения также собраны и на актёра Тома Круза, и на других звёздных последователей саентологии, а также отметил: «Больше людей покинуло Церковь саентологии, чем есть в настоящее время. И несмотря на это они сохранили сведения о том, что было рассказано в частных беседах. Почему вам хочется, чтобы эти сведения продолжали храниться?». Бех считает, что саентологическая практика разрыва отношений до сих пор существует и в качестве примера приводит случай со своим четырёхлетним сыном, которого выгнали из саентологической школы.
Часть интервью Беха Бункеру была показана в передаче Nightline в качестве дополнения к критическому рассказу о саентологии племянницы Дэвида Мицкевича — Дженны Мицкевич-Хилл. Сам Бех отказался от телевизионных выступлений с рассказами о своём саентологическом опыте заявив следующее: «Я просто хотел быть уверенным, что история не обо мне. Не обо мне. Эта история о том, как помочь другим, что ещё остаётся в культе или подумывает о присоединении». Затем я пошёл по улице и сделал попытку войти в саентологическое здание, но был остановлен тремя наёмными частными охранниками. Тогда Бех вернулся к протестующим и попытался позвонить президенту Церкви саентологии в Нью-Йорке Джону Кармайклу: «Я позвонил и спросил Джона Кармайкла, и сказал, что это Джейсон Бех. Затем положил трубку.»
В 29 мая 2008 года Бех принял участие в акции протеста против Церкви саентологии рядом с её зданием на 46-й Ист-стрит в Нью-Йорке. Он обратился к 50 собравшимся протестующим сказав следующее: «То, что вы, ребята, делаете так много значит для меня, и так много для этих людей … Я просто сражён. Я готов рыдать. Вы не представляете какое благое дело совершаете».
В сентябре 2008 года Бех совершил поездку в Европу, где в Гамбурге на встрече с официальными представителями власти рассказал о своём опыте пребывании в Церкви саентологии. Бех был приглашён Министерством внутренних дел Правительства Гамбурга для участия в конференции «Это саентология! Доклады из США» организованной главой Рабочей группы по саентологии Министерства внутренних дел Гамбурга Урсулой Кабертой, где выступил с докладом. Бех предложил поместить рядом с саентологическим зданием предупреждающий знак наподобие тех, что помещают на пачках с сигаретами, и на следующий день член Рабочей группы по саентологии сообщил, что такой знак был установлен рядом с Церковью саентологии в Берлине. Бех рассказал, что саентологи наняли частных детективов, чтобы те следили за ним в Европе.
В мае 2009 года Бех был гостем передачи BBC World Service «Что вам есть сказать», где он рассказал о своих воспоминаниях о первых днях в саентологии: «Я думал, что это нечто способное творить чудеса, и что это группа самых бескорыстных людей, стремящихся помочь человечеству, и я хотел быть их частью». Бех критически отозвался о саентологическом руководстве, включая Дэвида Мицкевича: «Я полагаю, что, вероятно, в саентологии есть вещи, которые являются ценными и могут помочь людям — моё главное противоречие не связано с саентологией per se, оно связано с саентологической организацией — я считаю её развращённой и, вероятно, с покушением на преступление, что относится к людям стоящим во главе саентологии, особенно Дэвид Мицкевич…».
В 2010 году Бех принял участие в документального фильма Джона Суини «Тайны саентологии», выпущенном Телевидением Би-Би-си в рамках телепередачи «Панорама», в основу которого легло журналистское расследование, восходящее к созданному в 2007 году документальному фильму Суини «Саентология и я», где было проведено интервьюирование бывших высокопоставленных членов Церкви саентологии. Бех рассказал, что время проведённое в саентологии, которую он считает разновидность рэкета, стоило ему «миллионов долларов».
В 2015 году принял участие в съёмках документального фильма Алекса Гибни «Наваждение» («Путь к клиру: саентология и темница веры») 2015 года о саентологии и Церкви саентологии, основанного на книге лауреата Пулитцеровской премии Лоуренса Райта «Путь к клиру: саентология, Голливуд и темница веры» (2013).

## Личная жизнь
Сестра Джейсона Франческа Бех — автор и певица, которая выпустила альбом в 1991 году. Его прапрадедушка — Чарльз С. Денин в 1900-х годах был губернатором Иллинойса и сенатором в правительстве США.
Бех был свидетелем на свадьбе своего близкого друга Дэвида Духовны и актрисы Теа Леони..
В 1999 году Джейсон попал в автомобильную аварию. После того, как его интубировали, он пытался вытянуть трубку изо рта. В итоге голос Беха стал хриплым, что теперь является его фирменным знаком.
В 2000 году Бех женился на Энджи Жану.
В одном из интервью Джейсон произносит свою фамилию «Беге», с ударением на последний слог.

## Фильмография

### Фильмы
| Год  | Название                               | Роль          | Примечания             |
| ---- | -------------------------------------- | ------------- | ---------------------- |
| 1985 | Компрометирующие позы                  | Капкейк       |                        |
| 1987 | Горничная на заказ                     | Брэт          |                        |
| 1988 | Обезьяньи проделки                     | Аллан Манн    |                        |
| 1991 | Тельма и Луиза                         | Патрульный    |                        |
| 1994 | Джимми-Голливуд                        | Детектив      |                        |
| 1997 | Солдат Джейн                           | Ройс          |                        |
| 1998 | Секретные материалы: Борьба за будущее | Агент ФБР     | В титрах не указан     |
| 2008 | Один пропущенный звонок                | Рэй Пурвис    |                        |
| 2010 | Три дня на побег                       | Детектив Квин |                        |
| 2010 | Tall Justice                           | Moretti       | Короткометражный фильм |
| 2011 | Люди Икс: Первый класс                 | XO            |                        |
| 2012 | Атлант расправил плечи: Часть 2        | Генри Рирден  |                        |
| 2018 | Dawgtown                               | Маулер        | Озвучка, пре-продакшн  |

### Телевидение
| Год         | Название                                         | Роль                       | Примечания                                            |
| ----------- | ------------------------------------------------ | -------------------------- | ----------------------------------------------------- |
| 1986        | Серая униформа                                   | Хэнк Бьюмонт               | ТВ-фильм                                              |
| 1986        | Девятиметровый                                   | Том Йинесса                |                                                       |
| 1987        | Дни и ночи Молли Додд                            | Глен                       | Эпизод 1.11                                           |
| 1989        | Чужая нация                                      | Доктор Джим Треннер        | Эпизод 1.1                                            |
| 1989        | Перри Мейсон: Дело звездного убийцы              | Бобби спенсер              | ТВ-фильм                                              |
| 1989        | Christine Cromwell                               | Glen                       | Ep. 1.2                                               |
| 1989        | Один против мафии: Убийства в китайском квартале | Самми Тернер               | ТВ-фильм                                              |
| 1989        | Она написала убийство                            | Стив Чемберс               | Эпизод 5.15                                           |
| 1990        | Операция                                         | Джон Копяк                 | ТВ-фильм                                              |
| 1990        | Манкузо, ФБР                                     |                            | Эпизод 1.17                                           |
| 1990        | Квантовый скачок                                 | Роджер Скаггс              | Эпизод 2.22                                           |
| 1990        | Джонни Райан                                     | Стив Ломбарди              | ТВ-фильм                                              |
| 1990        | Она написала убийство                            | Уэйн Беннетт               | Эпизод 7.6                                            |
| 1991        | Джейк и толстяк                                  | Франклин Петерсон          | Эпизоды 4.17 & 4.24                                   |
| 1992        | В тылу                                           | Пол                        | Эпизод 1.16                                           |
| 1992        | Пришельцы                                        | Рэй Брукс                  | ТВ-фильм                                              |
| 1992-1993   | Застава фехтовальщиков                           | A.Д.A. Петрович            | Эпизоды 1.8, 1.13, 1.14, 1.15, 1.19                   |
| 1993        | Полуночная жара                                  | Марк Мейерс                | Эпизод 6.11                                           |
| 1993        | Закон Лос-Анджелеса                              | Детектив Грэг Рейли        | Эпизод 7.16                                           |
| 1993        | Полное затмение                                  | Дуг Крэйн                  | ТВ-фильм                                              |
| 1993        | Мэтлок                                           | Лейтенант Пэт Рутлэдж      | Эпизод 7.5                                            |
| 1994        | Остров сокровищ: Приключения начинаются          | Робби                      | ТВ-фильм                                              |
| 1994        | Секретные материалы                              | Ларри Мур                  | Эпизод 1.20                                           |
| 1994        | Мелроуз-Плейс                                    | Лейтенант Джеффри Линдли   | Эпизоды 2.18, 2.19, 2.20, 3.9, 3.10, 3.11, 3.14, 3.15 |
| 1995        | Мэтлок                                           | Томас Кригтон              | Эпизод 9.14                                           |
| 1995        | Courthouse                                       | Рассел Сноу                | Эпизод 1.4                                            |
| 1995        | Полиция Нью-Йорка                                | Джулиан Кербис             | Эпизод 3.3                                            |
| 1996        | Good Company                                     | Рон Нэш                    |                                                       |
| 1996        | Public Morals                                    | Бойфренд                   | Эпизод 1.2                                            |
| 1996        | Наперекор судьбе                                 | Джо Мулви                  | ТВ-фильм                                              |
| 1997        | Земля обетованная                                | Джефф                      | Эпизод 1.13                                           |
| 1997        | Джордж и Лео                                     | Рон                        | Эпизод 1.4                                            |
| 1997-1998   | Надежда Чикаго                                   | Дэнни Блэйнс               | Эпизоды 4.5, 4.7, 4.14 & 4.16                         |
| 1998        | Радионяня: Звук страха                           | Мэтт                       | ТВ-фильм                                              |
| 1998        | Такси в Канаду                                   | Майк Донахью               | ТВ-фильм                                              |
| 1998        | Владеть и обладать                               | Шон МакГрейл               | Эпизоды 1.1 — 1.13                                    |
| 1999        | Семейный закон                                   | Дон                        | Эпизоды 1.3, 1.4, 1.5, 1.12                           |
| 2000        | Ускользающий вирус                               | Даниэль Ротман             | TВ-фильм                                              |
| 2000        | Дарма и Грег                                     | Скотт Келли                | Эпизод 3.17                                           |
| 2000        | Бульвар воскресения                              | Эрик Картер                | Эпизоды 1.6 & 1.8                                     |
| 2000        | Когда Эндрю вернулся домой                       | Эдди                       | ТВ-фильм                                              |
| 2001        | Зверь                                            | Билл Хэнсон                | Эпизод 1.2                                            |
| 2001        | Кристин                                          | Питер Мэдавой              | Эпизод 1.6                                            |
| 2001        | Три слепых мышонка                               | Картер Симмонс             | ТВ-фильм                                              |
| 2002        | C.S.I.: Место преступления                       | Расс Брэдли                | Эпизод 2.15                                           |
| 2002        | Один дома 4                                      | Питер МакКалистер          | ТВ-фильм                                              |
| 2002        | Справедливая Эми                                 | Тим Пауэлл                 | Эпизод 4.11                                           |
| 2003        | Восточный парк                                   | Офицер Терри, Доннелли     | Эпизоды 3.20, 4.3                                     |
| 2003        | The Lyon’s Den                                   | Агент ФБР Винс Райан       | Эпизод 1.6                                            |
| 2004        | Пилотный сезон                                   | Генри Р. Дюк               | Мини-сериал                                           |
| 2004        | Военно-юридическая служба                        | Сержант-майор Томас Элгарт | Эпизод 10.2                                           |
| 2004        | Американские мечты                               | Сержант Финч               | Эпизоды 2.10, 2.11, 3.5, 3.6, 3.7                     |
| 2004-2005   | Любовь вдовца                                    | Джон Хейс                  | Эпизоды 3.5, 3.6, 3.8, 3.11, 3.14, 3.15               |
| 2006        | Доктор Хафф                                      | Даррен Хэдлик              | Эпизоды 2.5 & 2.6                                     |
| 2006        | C.S.I.: Место преступления Нью-Йорк              | Джек Баттелр               | Эпизод 2.22                                           |
| 2006        | Вероника Марс                                    | Кормак Фицпатрик           | Эпизод 3.1 & 3.2                                      |
| 2006        | Мыслить как преступник                           | Шериф Йетс                 | Эпизод 2.7                                            |
| 2007        | 4исла                                            | Рид Сарасин                | Эпизод 3.13                                           |
| 2007        | Плантация                                        | Винс Грассо                | Эпизоды 1.1 — 1.5, 1.12, 1.13                         |
| 2008        | Говорящая с призраками                           | Мистер Кевин Келлер        | Эпизод 4.5                                            |
| 2008        | Элай Стоун                                       | Рик О’Мэлли                | Эпизод 2.5                                            |
| 2009        | Жизнь как приговор                               | Джон Флауэрс               | Эпизод 2.18                                           |
| 2009        | Обмани меня                                      | Капитан Хупс               | Эпизод 1.11                                           |
| 2009-2012   | Californication                                  | Ричард Бэйтс               | Эпизоды 3.1, 3.11, 5.01 — 5.07, 5.11, 6.4,6.11        |
| 2010        | Сестра Готорн                                    | Ричард Максвелл            | Эпизод2.7                                             |
| 2010        | Медиум                                           | Фрэнк Дэвенпорт            | Эпизод 7.8                                            |
| 2010-2011   | Касл                                             | Майк Ройс                  | Эпизоды 3.3 & 3.22                                    |
| 2011        | Морская полиция: Спецотдел                       | Блэйк Мартин               | Эпизод 8.16                                           |
| 2011        | Закон и порядок: Лос-Анджелес                    | Рэймонд Гарсон             | Эпизод 1.10                                           |
| 2012-сейчас | Пожарные Чикаго                                  | Детектив-сержант Хэнк Войт | Повторяющийся персонаж                                |
| 2012        | Последняя надежда                                | Уэс                        | Эпизод 1.10                                           |
| 2014-сейчас | Полиция Чикаго                                   | Детектив-сержант Хэнк Войт | Главная роль                                          |
| 2014-2015   | Закон и порядок: Специальный корпус              | Сержант Хэнк Войт          | Эпизоды «Chicago Crossover», «Daydream Believer»      |
| 2015        | Конь БоДжек                                      | Бегун                      | Эпизоды «Brand New Couch», «Out to Sea»               |
| 2015-сейчас | Медики Чикаго                                    | Детектив-сержант Хэнк Войт | Повторяющийся персонаж                                |